# Limosina geniculata
Limosina geniculata är en tvåvingeart som först beskrevs av Macquart 1835.  Limosina geniculata ingår i släktet Limosina och familjen hoppflugor.
Artens utbredningsområde är Frankrike. Inga underarter finns listade i Catalogue of Life.